# Pratola Serra
Pratola Serra es uno de los 119 municipios o comunas ("comune" en italiano) de la provincia de Avellino, en la región de Campania. Con cerca de 3.242 habitantes, según el censo de 2005, se extiende por una área de 8 km², teniendo una densidad de población de 405 hab/km². Linda con los municipios de Candida, Manocalzati, Montefalcione, Montefredane, Montemiletto, y Prata di Principato Ultra.

## Demografía
| Gráfica de evolución demográfica de Pratola Serra entre 1861 y 2001 |
|                                                                     |
| Fuente ISTAT - elaboración gráfica de Wikipedia                     |

- Datos: Q55082
- Multimedia: Pratola Serra / Q55082

1. ↑  Worldpostalcodes.org, código postal n.º 83039.
2. ↑  «Codici Catastali». Comuni-italiani.it (en italiano). Consultado el 29 de abril de 2017.